# Províncias do Império do Brasil

Províncias e o Município Neutro no território do Império do Brasil em 1889.

As províncias foram subdivisões do território brasileiro, criadas no Reino do Brasil e herdadas pelo Império do Brasil. Foram instituídas após a transformação das capitanias em províncias ultramarinas, pelas Cortes Gerais e Extraordinárias da Nação Portuguesa, ocorrida em 28 de fevereiro de 1821, ainda no âmbito do Reino Unido de Portugal, Brasil e Algarves.
A Constituição de 1824 criou o Conselho Geral de Província o legislador das províncias que substituiu o extinto Conselho dos Procuradores das Províncias. Este conselho era composto por 21 ou 13 membros eleitos, dependendo do tamanho da população da província. Todas as "resoluções" (leis) criadas pelos conselhos precisavam da aprovação da Assembleia Geral, sem direito de recurso. Os Conselhos Provinciais também não tinham autoridade para aumentar as receitas e os seus orçamentos eram debatidos e ratificados pela Assembleia Geral. As províncias não tinham autonomia e eram inteiramente subordinadas ao governo nacional.
Com a emenda constitucional de 1834, conhecida como Ato Adicional, os Conselhos Gerais de Províncias foram suplantados pela Assembleias Legislativas Provinciais. As novas Assembleias gozavam de uma autonomia muito maior em relação ao governo nacional. A Assembleia Provincial era composta por 36, 28 ou 20 deputados eleitos, número que dependia do tamanho da população da província. A eleição de deputados provinciais seguia o mesmo procedimento usado para eleger deputados gerais para a Câmara dos Deputados.
Após a proclamação da república, em 1889, as províncias imperiais passariam a ser intituladas como estados.

## Províncias
| Bandeira | Brasão | Província                      | Capital                                       | Mapa              |
| -------- | ------ | ------------------------------ | --------------------------------------------- | ----------------- |
|          |        | Alagoas                        | Maceió                                        |                   |
|          |        | Amazonas                       | Manaus                                        |                   |
|          |        | Bahia                          | São Salvador                                  |                   |
|          |        | Ceará                          | Fortaleza                                     |                   |
|          |        | Cisplatina                     | Montevidéu                                    |                   |
|          |        | Espírito Santo                 | Vitória                                       |                   |
|          |        | Goiás                          | Vila Boa de Goiás                             |                   |
|          |        | Grão-Pará                      | Belém                                         |                   |
|          |        | Maranhão                       | São Luís                                      |                   |
|          |        | Mato Grosso                    | Cuiabá                                        |                   |
|          |        | Minas Gerais                   | Ouro Preto                                    |                   |
|          |        | Município Neutro               | Rio de Janeiro                                |                   |
|          |        | Paraná                         | Curitiba                                      |                   |
|          |        | Paraíba                        | Parahyba                                      |                   |
|          |        | Pernambuco                     | Olinda (1821-1837) Recife (1837- 1889)        |                   |
|          |        | Piauí                          | Oeiras (1821–1852) Teresina (1852–1889)       |                   |
|          |        | Rio de Janeiro                 | Niterói                                       |                   |
|          |        | Rio Grande do Norte            | Natal                                         |                   |
|          |        | Santa Catarina                 | Desterro                                      |                   |
|          |        | São João da Palma              | Cavalcante (1821 -1823)                       | São João da Palma |
|          |        | São Paulo                      | São Paulo                                     |                   |
|          |        | São Pedro do Rio Grande do Sul | Porto Alegre                                  |                   |
|          |        | Sergipe                        | São Cristóvão (1821–1855) Aracaju (1855–1889) |                   |

O Município Neutro não era uma província, mas gozava do mesmo status.
A província de São João da Palma foi criada em 1821 e compreendia os territórios do estados brasileiros do Tocantins, na época capitania de Goiás, e a porção sul da capitania do Grão-Pará. Foi extinta em 1823, tendo hoje o Tocantins como seu sucessor.

## Alterações
As fronteiras dessas províncias durante o Império do Brasil não estavam totalmente definidas e sofreram alterações, o mesmo em relação às fronteiras do Brasil com os países limítrofes.
A província Cisplatina tornou-se independente em 1828 com o nome de República Oriental do Uruguai. Foram criadas apenas duas províncias durante o Império: a província do Amazonas, em 1850, desmembrada da província do Pará, pela lei nº 582, de 5 de setembro, e a província do Paraná, em 29 de agosto de 1853, desmembrada da província de São Paulo, pela lei n.º 704. Portanto, com a independência do Uruguai, antiga província Cisplatina e a partir da criação da província do Paraná, o Brasil passou a ter vinte províncias. Com a Proclamação da República, elas passaram a serem chamadas de "Estados", mantendo as mesmas fronteiras das antigas províncias.
As mudanças importantes na divisão política administrativa brasileira que ocorreram desde a chegada da corte portuguesa, em 1808, foram:
- O governo da Ilha de Santa Catarina é separado da Capitania de São Pedro do Rio Grande por Carta Régia de 14 de abril de 1809.
- A separação da capitania do Piauí da capitania do Maranhão, da qual era subordinada, por carta régia de 10 de outubro de 1811.
- O triângulo mineiro transferido de Goiás para Minas Gerais, por alvará de 4 de abril de 1816.
- A criação da Capitania de Alagoas em 16 de setembro de 1817, desmembrada da capitania do Pernambuco.
- A criação da Capitania do Rio Grande do Norte em 18 de março de 1818, desmembrada da capitania da Paraíba.
- A separação da Capitania de Sergipe da Capitania da Bahia, da qual era subordinada, em 8 de julho de 1820.
- A vila de Lages transferida de São Paulo, para Santa Catarina em 1820, por alvará de 9 de setembro.
- A transferência da Comarca do Rio São Francisco, pertencente até então a Pernambuco, à província da Bahia, em 1827.[8] A Comarca do São Francisco, que, de 1824 até 1827, ficou pertencendo a Minas Gerais, é o atual Oeste da Bahia.[9][10][11]
- A região do Espírito Santo a sul do rio Itabapoana, compreendendo então os municípios de Campos dos Goytacazes e São João da Barra, é transferida à província do Rio de Janeiro através da Lei nº 465, de 31 de agosto de 1832.
- O Município Neutro, atual município do Rio de Janeiro e então capital imperial, é separado da província do Rio de Janeiro através da Lei nº 16, de 12 de agosto de 1834.
- Criação da Província do Amazonas a partir do território do Grão-Pará pela Lei nº 582 de 5 de setembro de 1850.
- O território compreendido entre os rios Turiaçu e Gurupi, da província do Pará, passa a pertencer à província do Maranhão, através do decreto nº 639 de 12 de junho de 1852.
- Criação da Província do Paraná a partir do território de São Paulo pela Lei nº 704 de 29 de agosto de 1853.
- Anexação, pelo Tratado de Assunção, de 9 de janeiro de 1872, após a guerra do Paraguai, da região ao sul de Dourados, que ficou pertencendo ao Mato Grosso, e hoje pertence ao Mato Grosso do Sul.
- Troca de território entre Ceará e Piauí por decreto geral dia 22 de outubro de 1880. Amarração (hoje Luís Correia) reivindicada pelo Piauí porém sob governo Cearense é transferida ao Piauí em troca de Príncipe Imperial (hoje Crateús) e Independência.[12]

### Questão de Palmas
Em 5 de fevereiro de 1895, o então presidente dos Estados Unidos, Grover Cleveland, deu ganho de causa ao Brasil na Questão de Palmas e o oeste catarinense passa a pertencer definitivamente ao Brasil. Porém, a região continuou sendo disputada entre Paraná e Santa Catarina, até 1916, quando foi estabelecido definitivamente as divisas entre os dois estados.